# Wu Guanzheng
Wu Guanzheng (吴官正S, Wú GuānzhèngP; Contea di Yugan, agosto 1938) è un politico cinese.
Attualmente (2008) è membro del Comitato permanente dell'ufficio politico del Partito Comunista Cinese e segretario della Commissione Centrale per il Controllo Disciplinare (Zhongyang jilü jiancha weiyuanhui). Nato a Yugan, nella provincia del Jiangxi, Wu ha ricoperto per lungo tempo cariche al livello provinciale nel Jiangxi, nello Hubei e nello Shandong, acquisendo una notevole esperienza di governo.
Wu ha conseguito un dottorato in Misurazione Termali e Controllo Automatico presso l'Università di Qinghua, dove ha studiato dal 1959 al 1968. Nel marzo del 1963 è diventato membro del PCC. Wu sembra  non essere stato danneggiato in modo rilevante dalla Rivoluzione Culturale. Tra il 1965 ed il 1968 è stato vicesegretario del Comitato di Partito di Qinghua. In seguito ha ricoperto varie posizioni dirigenziali e tecniche nell'industria chimica dello Hubei, dove tra il 1968 ed il 1975 ha diretto l'impianto chimico di Gedian.
Nel 1975 Wu è stato promosso vicedirettore della Commissione per la Scienza e la Tecnologia della provincia dello Hubei. Nel corso dei successivi sette anni Wu avrebbe ricoperto una serie di cariche in organi di stato ed in associazioni per l'ingegneria, la scienza e l'innovazione tecnologica.
Wu è stato nominato sindaco e segretario di partito della città di Wuhan a soli 44 anni, mantenendo questi incarichi fino al 1986, quando viene trasferito nella provincia del Jianxi, ove ricopre gli incarichi di segretario di partito e governatore provinciale. Dopo aver trascorso dieci anni nel Jiangxi Wu è nuovamente trasferito, questa volta nella provincia dello Shandong. Oltre a ricoprire la carica di governatore, Wu dirige anche la scuola di partito provinciale, nonché il distretto militare dello Shandong.
Wu è nominato segretario della Commissione Centrale di Controllo Disciplinare nel 2002. Gli analisti ritengono che sia membro della cricca di Qinghua, quindi uno stretto alleato del Segretario generale Hu Jintao. Si ritiene inoltre che le vedute politiche di Wu siano nettamente differenti da quelle di Li Peng, ex membro permanente del Politburo e dei suoi alleati.
Durante la sua dirigenza della Commissione, la politica anti-corruzione cinese ha mostrato nuovi sviluppi, consistenti nell'adozione di una strategia anti-corruzione olistica, nell'adozione di svariate misure preventive, in numerosi emendamenti alla legislazione anticorruzione, e nella ratifica di convenzioni internazionali. In tal proposito si ricordano la firma (10 dicembre 2003) e la ratifica (27 ottobre 2005) della Convenzione delle Nazioni Unite contro la Corruzione
Wu è stato membro supplente del XII Comitato Centrale, e membro titolare del XIII, XIV, XV e XVI Comitato Centrale.